# Wolfgang Glöde

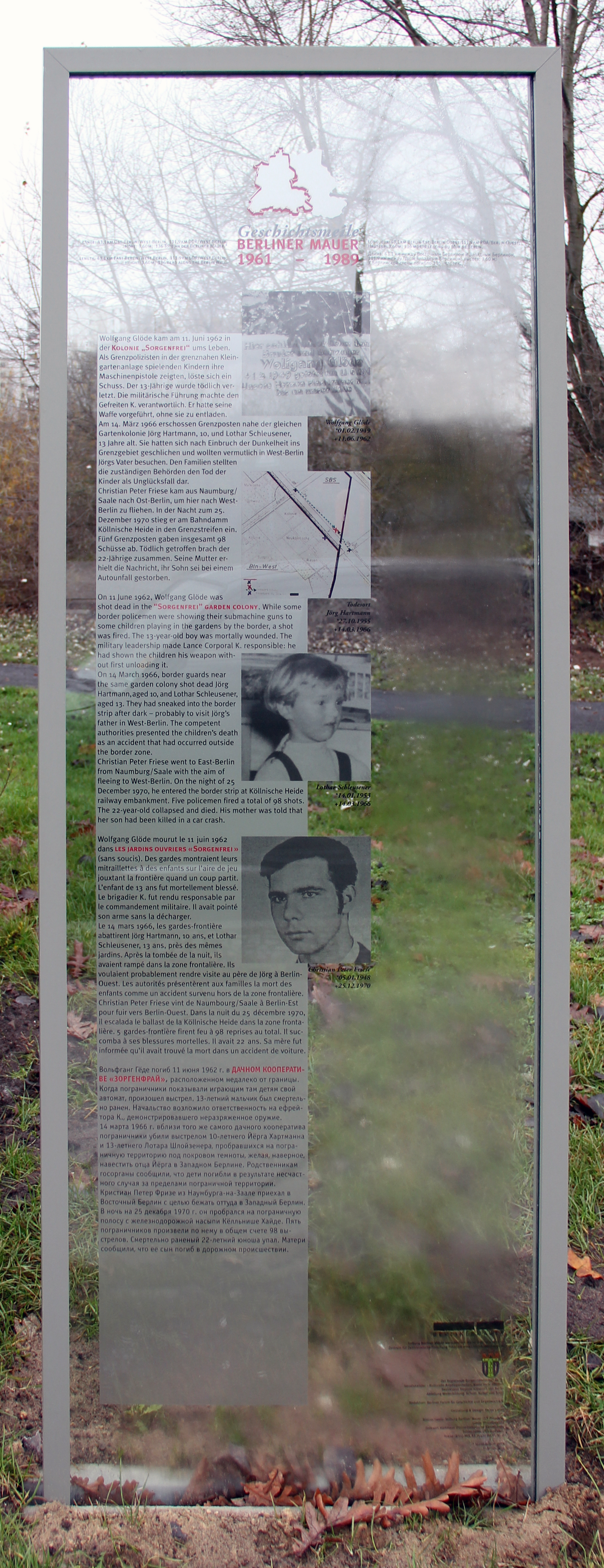
Gedenktafel, Kiefholzstraße 100, in Berlin-Plänterwald

Wolfgang Glöde (* 1. Februar 1949 in Berlin; † 11. Juni 1962 ebenda) war ein Todesopfer an der Berliner Mauer. Ein Angehöriger der Grenztruppen der DDR erschoss den 13-jährigen Jungen versehentlich in der Kleingartenkolonie „Sorgenfrei“ an der Berliner Mauer.

## Leben
Wolfgang Glöde wuchs in der Kleingartenkolonie mit seinen Geschwistern auf. Wegen der Wohnungsnot nach dem Zweiten Weltkrieg wohnte die Familie auf ihrem Gartengrundstück. Die Kolonie lag nach dem Mauerbau direkt am Grenzgebiet und war nur noch für Mieter zugänglich. Wegen mehrerer Fluchtversuche wurde sie intensiv von den Grenztruppen überwacht. Patrouillen der Grenzer liefen zwischen den einzelnen Parzellen auf und ab.
Am Tag seines Todes spielte er mit Nachbarskindern auf dem Gelände. Eine Streife von Grenzsoldaten kam mit ihnen ins Gespräch. Nach der Bitte, die Funktionsweise des mitgeführten Sturmgewehrs vom Typ AK-47 zu erklären, nahm einer der Grenzsoldaten die Waffe von seiner Schulter und lud sie durch. Dabei kam er an den Abzug und schoss Wolfgang Glöde in den Oberkörper. Dieser starb an dem Lungendurchschuss. Untersuchungen des Vorfalls durch die Behörden der DDR ergaben, dass es sich um eine grobe Fahrlässigkeit des Grenzsoldaten gehandelt habe, der entgegen den ihm bekannten Vorschriften zum Umgang mit der Dienstwaffe handelte. Der Grenzsoldat wurde festgenommen und vor einem Militärgericht mit unbekanntem Ausgang angeklagt.
Wolfgang Glöde wurde auf dem Treptower Friedhof Baumschulenweg beerdigt.
Die Behörden West-Berlins gingen von einem vereitelten Fluchtversuch aus. In den Medien wurde über einen Mord an einem Schüler berichtet. Während einer Rede am 17. Juni 1962 verurteilten Konrad Adenauer und Willy Brandt namentlich die Schüsse auf Glöde. Später wurde auch im Westen publik, dass es sich um einen Unfall handelte.